# Technische Marineschule (Kiel)

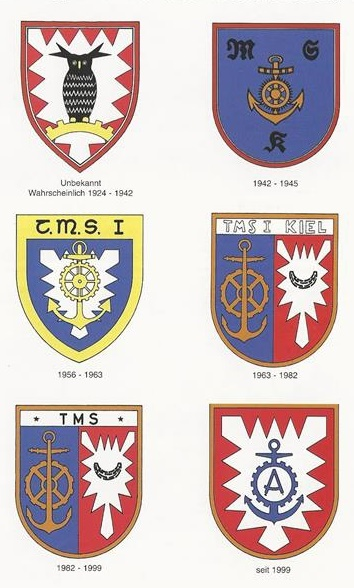
Wappen der TMS

Die Technische Marineschule war von 1956 bis 2002 eine Militärschule der deutschen Marine in Kiel. Zur Zeit der Bundesmarine entstand ein Ableger in Bremerhaven.
Von 1913 bis 1918 hieß die Schule erst Ingenieur- und Deckoffizierschule und dann Marineschule Kiel (MSK).

## Geschichte
Nachdem es vorher in Kiel-Wik eine Ingenieur- und Deckoffizierschule gegeben hatte, ging daraus in der Reichsmarine die Marineschule Kiel hervor und die Schule behielt diesen Namen bis 1945. Kommandeure waren nun Marine-Ingenieure und später Ingenieur-Offiziere. Alle Ingenieur-Anwärter, ab 1921 alle Ingenieur-Offizier-Anwärter, wurden in mathematisch-naturwissenschaftlichen und marinetechnischen Fächern unterrichtet. Die zunehmende Bedeutung der Marineschule Kiel zeigt sich u. a. darin, dass 1931 die Stelle des Kommandeurs mit einem Konteradmiral (Ing.) besetzt wurde. Da der Friedensvertrag von Versailles den Umfang der Reichsmarine erheblich begrenzte, war die Schule 1933 mit nur 250 bis 300 Mann belegt; dafür war die Ausbildung wie in der ganzen Reichswehr sehr intensiv und gründlich.

### Kriegsmarine
Die seit der Einführung der Wehrpflicht ständig steigenden Schülerzahlen zwangen zur Vergrößerung der Marineschule Kiel. 1934 wurden das Schulgebäude (Gebäude A) und das Wohngebäude (Gebäude B) erweitert. 1937/38 kamen zwei neue Wohnblöcke (Block C und D) zur Aufnahme von drei Schülerkompanien und ein weiteres Wirtschaftsgebäude (Altes Wirtschaftsgebäude) hinzu. Nördlich dieses Wirtschaftsgebäudes entstand ein Sportplatz. In Voraussicht notwendiger Flugabwehr wurde der Turm 1939 aufgestockt.
Um die inzwischen 2000 Lehrgangsteilnehmer unterzubringen, wurden Baracken gebaut. Der Bau einer zweiten Maschinenhalle wurde begonnen. Als die Zahl der Soldaten auf über 3000 gestiegen war, dienten zwei HAPAG-Schiffe – die Milwaukee und die New York – im Tirpitzhafen als Wohnschiffe. Der Marineschule Kiel wurde 1941 das benachbarte Gebäude der Marinefachschule zugeteilt. Gleichzeitig wurden die Baracken zwischen Feldstraße und Wiker Straße (Scheerlager) übergeben. In Admiral Kaufmanns Amtszeit überstieg die Schülerzahl 4000. Die Maschinenhalle II ging am 1. April 1943 in Betrieb. Sie enthielt eine komplette Zerstörer-Antriebsanlage und Schnellbootmotoren, war aber bei Kriegsende nicht ganz fertiggestellt.
Anfang 1943 gab es drei Abteilungen:
1. Oberfeldwebel- und Unteroffizier-Fachlehrgänge in 6 Kompanien
2. Sonderlehrgänge für die U-Bootausbildung in 3 Kompanien
3. Ausbildung von Ingenieuroffizieren und Ingenieuroffizier-Anwärter in 3 Kompanien

Die Luftangriffe auf Kiel zerstörten lediglich das Wirtschaftsgebäude mit dem Offizierheim.

## Wiederaufbau

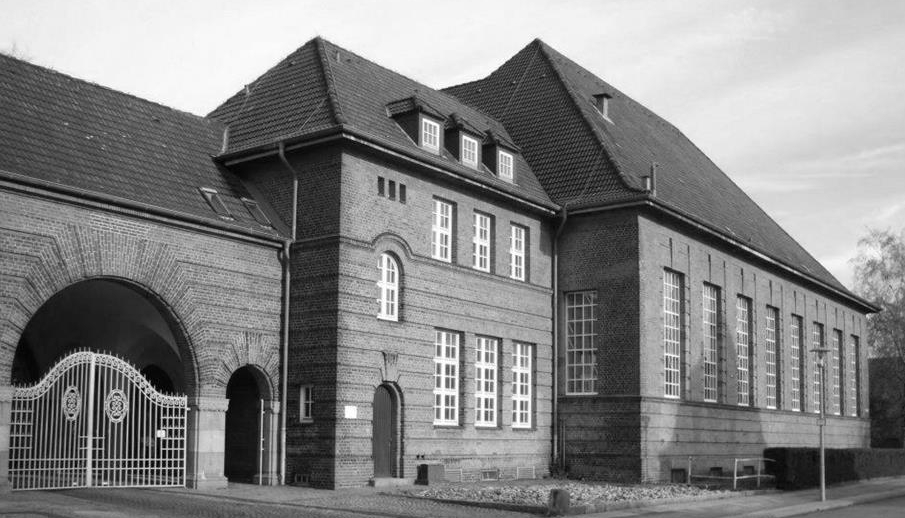
Maschinenhalle I (Kiel)

Als die Bundeswehr gegründet wurde und die Bundesmarine aufwuchs, lag der Bedarf an Schiffstechnikern auf der Hand. So befahl der Bundesminister für Verteidigung Theodor Blank am 23. Mai 1956 die Aufstellung der Technischen Marineschule zum 1. Juni 1956 in Kiel. Mit ihr beauftragt war Fregattenkapitän August Wilhelm Heye, später kommissarischer Kommandeur der Schule. Die Maschinenhallen I und II hatten äußerlich nur geringe Schäden; die Ausbildungsanlagen – Motoren, Pumpen, Labore, Maschinen und Geräte – waren aber nur teilweise erhalten geblieben. Noch vorhandenes Gerät in der Maschinenhalle I wurde in der Nachkriegszeit von der Ingenieurschule Kiel und dem Technischen Hilfswerk zur Ausbildung benutzt. Die Wohngebäude „C“ und „D“ sowie
der westliche Teil des Wirtschaftsgebäudes waren bombenbeschädigt; nur das Dach war inzwischen instand gesetzt. Der Nordflügel des Unterrichtsgebäudes (Block A) war ebenfalls zerstört. Der Rest des Gebäudes war wegen des knappen Wohnraums in Kiel an zivile Nutzer vermietet. Andere Teile der Kasernenanlage wurden durch Schulen genutzt. In der Aula war ein Nachtlokal eingerichtet. Die Maschinenhalle II war von allem noch brauchbaren Inventar entblößt. Das Gebäude war in sehr schlechtem Zustand.
Aus diesen Verlegenheiten half vor allem der Seegrenzschutz. Er hatte die technische Ausbildung in Cuxhaven aufgegeben und ließ alle Gerätschaften nach Kiel verbringen. Dort hatte der Bundesgrenzschutz die TMS-Gebäude geräumt. Aus dem BGS kamen auch viele Offiziere und Oberfeldwebel als Lehrer an die TMS. Am 1. November 1956
begann der erste Maatenlehrgang. Die Erneuerung der Maschinenhalle I war im Januar 1958 abgeschlossen. Im Juli konnten 12 Hörsäle belegt werden. Stab und Truppenverwaltung bezogen im Dezember 1958 den Gebäudeflügel an der Arkonastraße. Im Mai 1960 wurden der Nordflügel und das Wirtschaftsgebäude fertig. Ab Sommer 1961 war die Truppenverpflegung aus eigener Küche möglich.

### Zweigstelle der Technischen Marineschule, Bremerhaven/Technische Marineschule II

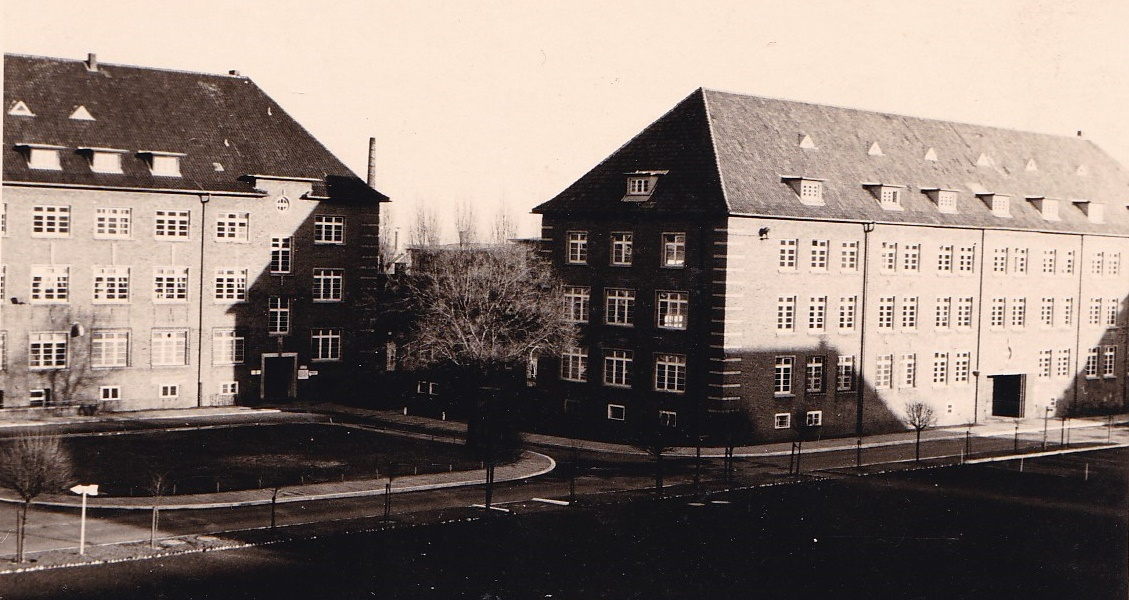
TMS II (Bremerhaven)

Zwar war zivilen Mietern gekündigt und Ersatzwohnraum beschafft worden; aber da manche Gebäude noch anderweitig genutzt wurden und der Platz für die Unterbringung der Lehrgangsteilnehmer nicht ausreichte, wurde die technische Grundausbildung für Mannschaften nach Bremerhaven verlegt. Dort standen noch die Gebäude der Marineschule Wesermünde von 1935. Aus dieser Zweigstelle der Technischen Marineschule, Bremerhaven wurde am 1. April 1959 die Technische Marineschule II. Ihr oblagen die Lehrgänge für Gasten und Maaten, technologische Grundlehrgänge für Offizieranwärter und Sonderlehrgänge. Kiel betrieb die Bootsmann- und Offizierausbildung.

### Technische Marineschule
Im Oktober 1982 wurde die Technische Marineschule I und II zusammengelegt.

### MTS Lehrgruppe A
Als 1996 die Marinetechnikschule im vorpommerschen Parow entstanden war, wurde die TMS Kiel zu deren Lehrgruppe A. Sie umfasste vier Inspektionen:
1. Lehrgangsteilnehmer, Hörsaalleiter und Hörsaalgruppenleiter der Offizierlehrgänge
2. Bootsmannlehrgänge
3. Maaten- und (ab Sommer 1997) Mannschaftslehrgänge für jeweils drei Monate
4. zivilberufliche Aus- und Weiterbildung der Unteroffizieranwärter

Die 1. und die 2. Inspektion betrieben die Systemausbildung für Fregatten der Bremen- und der Brandenburg-Klasse, für Schnellboote der Albatros und der Gepard-Klasse, für Minensucher der Frankenthal-Klasse und für Jagdboote der Hameln-Klasse.
Das Lehrgangsprogramm umfasste 30 verschiedene Lehrgangstypen von einwöchiger bis zwölfmonatiger Dauer. Ausgebildet wurden die Verwendungsreihen 42 (Antriebstechnik), 43 (Elektrotechnik) und 44 (Schiffsbetriebstechnik). Zu den Lehrgängen kamen auch Unteroffiziere und Feldwebel der Luftwaffe. Ab 1. April 2000 war die Inspektion Marinefliegerausbildung in Westerland der Marinetechnikschule Lehrgruppe A in Kiel unterstellt. 2002 wurde die TMS aufgelöst.

## Kommandeure der Marineschule Kiel/Technischen Marineschule Kiel/Technische Marineschule I
| Nr. | Dienstgrad                                            | Name                 | Antritt        | Ausscheiden      |
| --- | ----------------------------------------------------- | -------------------- | -------------- | ---------------- |
| 1.  | Fregattenkapitän/Kapitän zur See/Konteradmiral (Ing.) | Werner Bettenhäuser  | Oktober 1931   | November 1939    |
| 2.  | Konteradmiral (Ing.)                                  | Karl Thäter          | November 1939  | August 1942      |
| 3.  | Konteradmiral (Ing.)                                  | Karl Kaufmann        | September 1942 | März 1945        |
| 4.  | Kapitän zur See (Ing.)                                | Walter Graser        | April 1945     | Mai 1945         |
| 5.  | Kapitän zur See                                       | Walter Kretzschmar   | Oktober 1956   | Februar 1959 (†) |
| 6.  | Fregattenkapitän                                      | August Wilhelm Heye  | Februar 1959   | Juni 1959        |
| 7.  | Kapitän zur See                                       | Hans-Rudolf Gern     | Juli 1959      | März 1965        |
| 8.  | Kapitän zur See                                       | Wilhelm Gördes       | April 1965     | September 1967   |
| 9.  | Kapitän zur See                                       | Karl Fuest           | Oktober 1967   | April 1972       |
| 10. | Kapitän zur See                                       | Karl-Heinrich Kühler | April 1972     | August 1973      |
| 11. | Kapitän zur See                                       | Hugo Renzmann        | August 1973    | September 1980   |
| 12. | Kapitän zur See                                       | Joachim Rybakowski   | Oktober 1980   | August 1982      |

## Kommandeure der Zweigstelle der Technischen Marineschule, Bremerhaven/Technische Marineschule II
| Nr. | Dienstgrad                       | Name                   | Antritt           | Ausscheiden        |
| --- | -------------------------------- | ---------------------- | ----------------- | ------------------ |
| 1.  | Fregattenkapitän                 | Werner Jochmann        | 1. Juni 1956      | 30. April 1959     |
| 2.  | Fregattenkapitän                 | August Wilhelm Heye    | 1. Oktober 1959   | 31. März 1962      |
| 3.  | Fregattenkapitän                 | Rudolf Riemenschneider | 1. April 1962     | 30. September 1963 |
| 4.  | Kapitän zur See                  | Karl-Heinz Schubert    | 1. Oktober 1963   | 15. Juni 1966      |
| 5.  | Kapitän zur See                  | Herbert Panknin        | 16. Juni 1966     | 31. März 1972      |
| 6.  | Kapitän zur See                  | Heinz Lang             | 1. April 1972     | 31. August 1973    |
| 7.  | Fregattenkapitän/Kapitän zur See | Wolfgang Beyer         | 1. September 1973 | 31. März 1981      |
| 8.  | Kapitän zur See, Dipl.-Ing.      | Hans-Achim Romer       | 1. April 1981     | 30. September 1982 |

## Technische Marineschule/Marinetechnikschule Lehrgruppe A
| Nr. | Dienstgrad      | Name                     | Antritt      | Ausscheiden    |
| --- | --------------- | ------------------------ | ------------ | -------------- |
| 1.  | Kapitän zur See | Joachim Rybakowski       | August 1982  | September 1983 |
| 2.  | Kapitän zur See | Jürgen Färber            | Oktober 1983 | März 1987      |
| 3.  | Kapitän zur See | Jürgen Rautmann          | April 1987   | März 1989      |
| 4.  | Kapitän zur See | Norbert Schütte          | April 1989   | März 1992      |
| 5.  | Kapitän zur See | Dieter Laabs             | Oktober 1992 | März 1994      |
| 6.  | Kapitän zur See | Gerd Clausen             | April 1994   | September 1997 |
| 7.  | Kapitän zur See | Horst-Dieter Kolletschke | Oktober 1997 | September 1999 |
| 8.  | Kapitän zur See | Ernst August Petsch      | Oktober 1999 | März 2001      |
| 9.  | Kapitän zur See | Volkhart Meyer           | April 2001   | Dezember 2002  |